# Piper Gilles
Piper Gilles (Rockford, 16 januari 1992) is een Amerikaans-Canadees kunstschaatsster die actief is in de discipline ijsdansen. Gilles en haar partner Paul Poirier namen in 2018 voor Canada deel aan de Olympische Winterspelen in Pyeongchang, waar ze achtste werden bij het ijsdansen. Ze schaatste van 2008 tot 2010 met Zachary Donohue, en kwam met hem uit voor haar geboorteland.

## Biografie

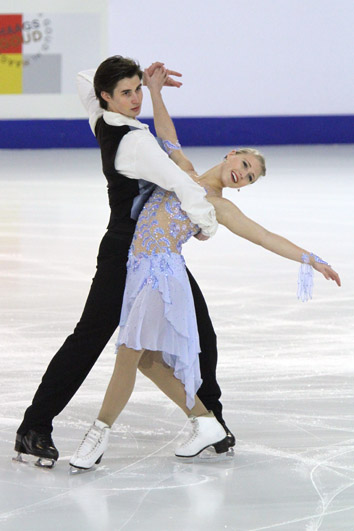
Zachary Donohue en Gilles in 2010

Gilles, wier moeder en grootmoeder Canadees waren, kwam uit een gezin van vijf kinderen. Naast zij waren ook haar oudere broer Todd en haar tweelingzus Alexe op hoog niveau actief als kunstschaatser. Piper Gilles was tweeënhalf toen ze, doordat ze altijd meeging met haar broer, begon met schaatsen. Tot haar dertiende was ze een soloschaatsster en daarnaast volgde ze een halfjaar turnlessen. Later richtte Gilles zich volledig op het ijsdansen.
Na eerder tijdelijk met hem te hebben geschaatst, ging Gilles in januari 2003 een samenwerking aan met Timothy McKernan. Het paar won in 2004 brons op de NK in de juvenileklasse en in 2005 goud bij de intermediate. Ondanks een minder resultaat van zevende bij de novice stapten de twee in de zomer van 2006 over naar de juniorenklasse. Met succes, want in 2007 werden ze vierde op de NK junioren, gevolgd door de zilveren medaille in 2008. Het paar stopte in mei 2008, waarna zij een paar maanden later haar carrière vervolgde met Zachary Donohue. Gilles en Donohue wonnen bij hun eerste twee Junior Grand Prix-wedstrijden gelijk een medaille. Hiermee mochten ze meedoen aan de Junior Grand Prix-finale, maar door een blessure bij Gilles moest het stel zich terugtrekken. Wel wonnen ze tweemaal brons bij de NK voor junioren en ze namen deel aan de WK junioren van 2010. Hier werden ze negende. In mei 2010 beëindigden ze de samenwerking.
Zij ging verder met de Canadees Paul Poirier, hij aanvankelijk met Alissandra Aronow. Gilles behaalde goede resultaten met Poirier. Het duo won zes medailles bij de nationale kampioenschappen van Canada, nam vijf keer deel aan de 4CK - en won zilver in 2014 - en was zes keer aanwezig bij de WK. Gilles verkreeg in 2013 een Canadees paspoort en nam vijf jaar later met Poirier voor Canada deel aan de Olympische Winterspelen in Pyeongchang. Het paar werd er achtste bij het ijsdansen.
Gilles trouwde op 3 september 2022 met Nathan Kelly.

## Persoonlijke records
Gilles/Poirier
| records             | punten | datum      | toernooi            |
| ------------------- | ------ | ---------- | ------------------- |
| Hoogste totaalscore | 194.12 | 28-09-2018 | CS Nebelhorn Trophy |
| Hoogste korte kür   | 077.40 | 27-09-2018 | CS Nebelhorn Trophy |
| Hoogste vrije kür   | 116.72 | 28-09-2018 | CS Nebelhorn Trophy |

## Belangrijke resultaten
2003-2008 met Timothy McKernan, 2008-2010 met Zachary Donohue (voor de Verenigde Staten uitkomend)
2011-2020 met Paul Poirier (voor Canada uitkomend)
| Kampioenschap                                                                                         | 05/06  | 06/07 | 07/08  |        | 08/09 | 09/10         |               | 11/12         | 12/13         | 13/14         | 14/15         | 15/16         | 16/17         | 17/18         | 18/19         | 19/20 | 20/21 |
| --- | ------ | ----- | ------ | ------ | ----- | ------------- | ------------- | ------------- | ------------- | ------------- | ------------- | ------------- | ------------- | ------------- | ------------- | ----- | ----- |
| Olympische Spelen                                                                                     |        |       |        |        |       |               |               |               |               |               |               | 8e            |               |               |               |       |       |
| Wereldkampioenschap                                                                                   |        |       |        |        |       |               | 18e           | 8e            | 6e            | 8e            | 8e            | 6e            | 7e            | *             | Brons         |       |       |
| Viercontinentenkampioenschap                                                                          |        |       |        |        |       |               | 5e            | Zilver        | 4e            | 5e            | 6e            |               | Brons         | Zilver        | *             |       |       |
| Grand Prix-finale                                                                                     |        |       |        |        |       |               |               |               | 5e            |               |               |               |               | 5e            |               |       |       |
| Nationaal kampioenschap                                                                               |        |       |        |        |       | Brons         | Zilver        | 4e            | Zilver        | Zilver        | Brons         | Zilver        | Zilver        | Goud          |               |       |       |
| WK junioren                                                                                           |        |       |        |        | 9e    | geen deelname | geen deelname | geen deelname | geen deelname | geen deelname | geen deelname | geen deelname | geen deelname | geen deelname | geen deelname |       |       |
| Junior Grand Prix-finale                                                                              |        |       |        | t.z.t. |       | geen deelname | geen deelname | geen deelname | geen deelname | geen deelname | geen deelname | geen deelname | geen deelname | geen deelname | geen deelname |       |       |
| NK junioren                                                                                           | 7e (*) | 4e    | Zilver | Brons  | Brons | geen deelname | geen deelname | geen deelname | geen deelname | geen deelname | geen deelname | geen deelname | geen deelname | geen deelname | geen deelname |       |       |
| (*) = bij de novice / t.z.t. = trokken zich terug / * afgelast naar aanleiding van de coronapandemie. |        |       |        |        |       |               |               |               |               |               |               |               |               |               |               |       |       |